# Nicolás Sarquís
Nicolás Sarquís (Banfield, 6 de marzo de 1938-Balvanera, 19 de abril de 2003) fue un director de cine argentino.

## Carrera profesional
Su primer largometraje como director fue Palo y hueso (1967), con un grupo de egresado del Instituto de Cinematografía de la Universidad Nacional del Litoral. Fue filmada en San José del Rincón en la provincia de Santa Fe.
El filme, realizado sobre un cuento de Juan José Saer, trata de un viejo campesino que compra la hija de un amigo para hacerla su mujer y al llevarla comprueba que un hijo ha tenido relaciones con ella. Los jóvenes deciden irse a la ciudad pero el anciano va tras ellos. El elenco lo encabezaban Miguel Ligero y Héctor da Rosa, Obtuvo una calificación "B" por el Instituto Nacional del Cine que luego, principalmente por presión del periodismo, debió cambiarla a "A", o sea de exhibición obligatoria. Algunos de los comentarios de prensa fueron:	
La Prensa opinó:

«Su magistral sentido dramático y su riqueza de significados permiten pasar por alto algunas imperfecciones.»

La revista Panorama dijo:

«Cada personaje queda definido casi sin hablar… agudo registro caracteriológico. Miguel ligero, particularmente excelente.»

Manrupe y Portela escriben:

«Un tratamiento seco, sin ornamentos, es el vehículo elegido para narrar una historia de seres que bajan la cabeza ante el destino marcado. El resultado es un film casi documental, austero y estimable.»

## Filmografía

### Como director
- Después de hora (1965)
- Palo y hueso (1967)
- Talampaya (1971)
- Navidad para mi pueblo (1972)
- La muerte de Sebastián Arache y su pobre entierro (1977)
- El hombre del subsuelo (1981)
- El fin de Heginio Gómez (1990)
- Facundo, la sombra del tigre (1994)
- Sobre la tierra (1998)

### Como ayudante de dirección
- La culpa (1969)